# Matthew Immers

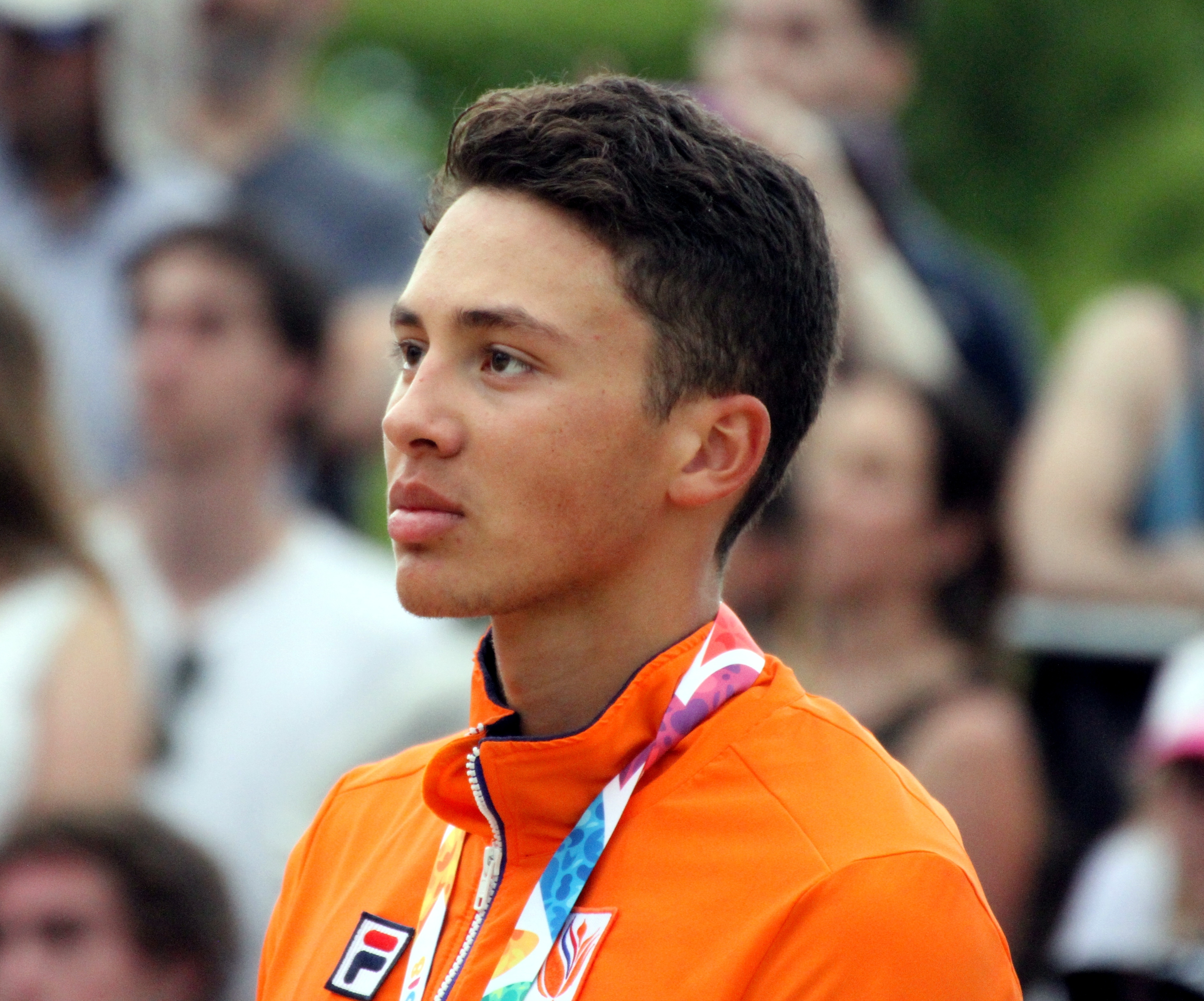
Matthew Immers 2018.

Matthew Immers, född 23 november 2000 i Leidschendam, är en nederländsk beachvolleybollspelare.
Som ungdom tog han silver vid ungdoms-OS 2018 med Yorick de Groot.
Immers deltog i herrarnas turnering i beachvolleyboll vid olympiska sommarspelen 2024 tillsammans med Steven van de Velde.